# Ковнаткі-Фаленцино
Ковнаткі-Фаленцино (пол. Kownatki-Falęcino) — село в Польщі, у гміні Яновець-Косьцельний Нідзицького повіту Вармінсько-Мазурського воєводства.
У 1975-1998 роках село належало до Ольштинського воєводства.